# Mysidopsis intii
Mysidopsis intii är en kräftdjursart som beskrevs av Holmquist 1957. Mysidopsis intii ingår i släktet Mysidopsis och familjen Mysidae. Inga underarter finns listade i Catalogue of Life.